# Hàng Gòn
Hàng Gòn là một phường thuộc tỉnh Đồng Nai, Việt Nam.

## Địa lý
Phường Hàng Gòn có vị trí địa lý:
- Phía đông giáp xã Xuân Định.
- Phía tây giáp xã Xuân Quế.
- Phía nam giáp xã Cẩm Mỹ.
- Phía bắc giáp phường Long Khánh và Xuân Lập.

Phường Hàng Gòn có diện tích 45,60 km², dân số năm 2025 là 24.931 người, mật độ dân số đạt 546 người/km².

## Hành chính
Xã Hàng Gòn được chia thành 3 ấp: Đồi Rìu, Hàng Gòn, Tân Phong.

## Lịch sử
Trước đây, xã Hàng Gòn có tên là xã Xuân Thanh thuộc huyện Long Khánh, được thành lập vào năm 1994 trên cơ sở tách một phần diện tích và dân số của xã Xuân Tân cũ.
Ngày 21 tháng 8 năm 2003, Chính phủ ban hành Nghị định số 97/2003/NĐ-CP. Theo đó, chuyển xã Xuân Thanh về thị xã Long Khánh mới thành lập, đồng thời đổi tên xã Xuân Thanh thành xã Hàng Gòn (do trùng tên với phường Xuân Thanh).
Ngày 16 tháng 6 năm 2025, Ủy ban Thường vụ Quốc hội ban hành Nghị quyết số 1662/NQ-UBTVQH15 về việc sắp xếp các đơn vị hành chính cấp xã của tỉnh Đồng Nai năm 2025. Theo đó, sắp xếp toàn bộ diện tích tự nhiên, quy mô dân số của phường Xuân Tân và xã Hàng Gòn thành phường mới có tên gọi là phường Hàng Gòn.
Sau khi sáp nhập, phường Hàng Gòn có 45,60 km² diện tích tự nhiên và dân số 24.931 người.

## Kinh tế
Nông nghiệp vẫn là ngành kinh tế chủ yếu tại đây. Các loại cây chính là cây công nghiệp lâu năm như: Cao su, Cà phê, Điều, Tiêu,... Các loại cây lương thực như: Lúa, Ngô, Đậu,...
Ở Hàng Gòn có một công ty là Công ty Cổ phần Cao su Hàng Gòn và một nhà máy lớn là nhà máy chế biến mủ cao su thuộc Công ty Cổ phần Cao su Hàng Gòn.

## Di tích
- Mộ cự thạch Hàng Gòn